# Kevin Zegers
Kevin Joseph Zegers (Woodstock, Ontario, 19 de setembre de 1984) és un actor canadenc de cinema i televisió, i model.

## Biografia

### Vida
Zegers va nàixer en Woodstock, Ontario. de Mary Ellen, una mestra d'escola, i James Zegers, un picapedrer. Els seus avis són nascuts als Països Baixos. Kevin va créixer en Woodstock i es va graduar en St. Mary's High School el 2002. Té dues germanes menors, Krista i Katie, que són actrius. Zegers va començar a actuar als sis anys. Ha aparegut en més de trenta anuncis de televisió, i també ha treballat com a model en Londres. Zegers es va fer conegut entre el gran públic gràcies a la seua participació en la pel·lícula Transamerica.

### Carrera
Zegers va començar la seua carrera als sis anys, apareixent en comercials. La seua primera aparició en un film va ser als set anys en un menut paper en la comèdia Life With Mikey amb Michael J. Fox.

## Filmografia
| Any  | Títol                                        | Paper                     | Notes           |
| ---- | -------------------------------------------- | ------------------------- | --------------- |
| 1993 | Life with Mikey                              | Little Mikey              |                 |
| 1994 | Thicker Than Blood: The Larry McLinden Story | Larry (1954)              | Telefilm        |
| 1994 | Al cor de la por (In the Mouth of Madness)   | Kid                       |                 |
| 1995 | The Silence of Adultery                      | Steven Harlett            | Telefilm        |
| 1996 | Specimen                                     | Bart                      |                 |
| 1996 | The Cold Heart of a Killer                   | Matthew Arnold            | Telefilm        |
| 1997 | Rose Hill                                    | Cole Clayborne at 13      | Telefilm        |
| 1997 | Air Bud                                      | Josh Framm                |                 |
| 1997 | A Call to Remember                           | Ben Tobias                | Telefilm        |
| 1998 | Shadow Builder                               | Chris Hatcher             |                 |
| 1998 | Air Bud: Golden Receiver                     | Josh Framm                |                 |
| 1998 | Nico, l'unicorn (Nico the Unicorn)           | Billy Hastings            |                 |
| 1999 | L'illa del tresor (Treasure Island)          | Jim Hawkins               |                 |
| 1999 | It Came from the Sky                         | Andy Bridges              | Telefilm        |
| 1999 | Four Days                                    | Simon "the kid"           |                 |
| 1999 | Komodo                                       | Patrick Connally          |                 |
| 2000 | The Acting Class                             | Lou Carpman               |                 |
| 2000 | Air Bud: World Pup                           | Josh Framm                |                 |
| 2000 | Time Share                                   | Thomas Weiland            | Telefilm        |
| 2000 | MVP: Most Valuable Primate                   | Steven Westover           |                 |
| 2001 | Sex, Lies & Obsession                        | Josh Thomas               | Telefilm        |
| 2002 | Virginia's Run                               | Darrow Raines             |                 |
| 2002 | Air Bud: Seventh Inning Fetch                | Josh Framm                | Directe a vídeo |
| 2002 | Fear of the Dark                             | Dale Billings             | Telefilm        |
| 2003 | Wrong Turn                                   | Evan                      |                 |
| 2003 | The Incredible Mrs. Ritchie                  | Charlie                   |                 |
| 2004 | Dawn of the Dead                             | Terry                     |                 |
| 2004 | The Hollow                                   | Ian Cranston              |                 |
| 2004 | Some Things That Stay                        | Rusty Murphy              |                 |
| 2005 | Transamerica                                 | Toby                      |                 |
| 2005 | Felicity: An American Girl Adventure         | Benjamin "Ben" Davidson   | Telefilm        |
| 2006 | Zoom                                         | Connor Shepard/Concussion |                 |
| 2006 | It's a Boy Girl Thing                        | Woody Deane               |                 |
| 2007 | The Jane Austen Book Club                    | Trey                      |                 |
| 2007 | Normal                                       | Jordie                    |                 |
| 2007 | The Stone Angel                              | John                      |                 |
| 2008 | Gardens of the Night                         | Frank                     |                 |
| 2008 | The Narrows                                  | Mike Manadoro             |                 |
| 2008 | Fifty Dead Men Walking                       | Sean                      |                 |
| 2009 | The Perfect Age of Rock 'n' Roll             | Spyder                    |                 |
| 2010 | Frozen                                       | Dan                       |                 |
| 2011 | Vampire                                      | Simon                     |                 |
| 2011 | Girl Walks into a Bar                        | Billy                     |                 |
| 2011 | The Entitled                                 | Paul Dynan                |                 |
| 2013 | The Colony                                   | Sam                       |                 |
| 2013 | The Mortal Instruments: City of Bones        | Alec Lightwood            |                 |
| 2013 | All the Wrong Reasons                        | Simon Brunson             |                 |
| 2014 | The Curse of Downers Grove                   |                           | Post-producció  |

| Any        | Títol                      | Paper                   | Notes                                              |
| ---------- | -------------------------- | ----------------------- | -------------------------------------------------- |
| 1992       | Street Legal               | Jeremy Morris           | Episodi: "It's a Wise Child"                       |
| 1993       | Tales from the Cryptkeeper | 6X (veu)                | Episodi: "Grounds for Horror"                      |
| 1994, 1996 | The Magic School Bus       | Caller (veu)            | 2 episodis                                         |
| 1994       | Free Willy                 | Einstein (veu)          | Episodi: "Cry of the Dolphin"                      |
| 1994       | Tales from the Cryptkeeper | Jeremy (veu)            | Episodi: "Uncle Harry's Horrible House of Horrors" |
| 1995       | Road to Avonlea            | Gordon Bradley          | Episodi: "A Time to Every Purpose"                 |
| 1995       | The X-Files                | Kevin Kryder            | Episodi: "Revelations"                             |
| 1996       | Goosebumps                 | Noah Thompson           | Episode: "Let's Get Invisible!"                    |
| 1996–2000  | Traders                    | Sean Blake              | 72 episodis                                        |
| 1999       | Twice in a Lifetime        | Young Flash Jericho     | Episodi: "Blood Brothers"                          |
| 1999       | So Weird                   | Ryan Ollman             | Episodi: "Second Generation"                       |
| 2000–2001  | Titans                     | Ethan Benchley          | Main cast; 11 episodis                             |
| 2003       | Smallville                 | Seth Nelson             | Episodi: "Magnetic"                                |
| 2004       | House                      | Brandon Merrell         | Episodi: "Occam's Razor"                           |
| 2009–2011  | Gossip Girl                | Damien Dalgaard         | 10 episodis                                        |
| 2011       | Georgetown                 | Montgomery "Monty" Knox | No emès ABC Capitol pilot                          |
| 2012       | Titanic: Blood and Steel   | Mark Muir/Marcus Malone | Paper principal                                    |
| 2014       | Gracepoint                 | Owen Burke              | Properament                                        |
| 2018       | Fear the Walking Dead      | Mel                     | temporada 4                                        |

| Any  | Títol          | Artista    |
| ---- | -------------- | ---------- |
| 2010 | "The Big Bang" | Rock Mafia |